# Wheatland (hrabstwo Vernon)
Wheatland – miasto w Stanach Zjednoczonych, w stanie Wisconsin, w hrabstwie Vernon.